# Skyrmion
Als Skyrmion (nach Tony Skyrme) wird in der theoretischen Physik ein  Modell topologisch stabiler Solitonen-Wirbel in Feldern bezeichnet. Diese Wirbel verhalten sich wie Teilchen bzw. Quasiteilchen endlicher Masse.
Skyrmionen verwendete man als Modell ab 1958 bei Versuchen, die bis dahin rätselhafte Starke Wechselwirkung zu erklären. Ihr unterliegen insbesondere Protonen, Neutronen und Pionen. Tony Skyrme wollte die Starke Wechselwirkung damit erklären, dass Protonen und Neutronen Wirbel in Pionenfeldern wären. 
Man nannte die stabilen Wirbel "Skyrmionen". Um 1965 wurde klar, dass Protonen, Neutronen und Pionen aus Quarks bestehen. 
Damit bedurfte man in der Kernphysik keiner Skyrmionen als Erklärungsmodell mehr. 
Ab den 1980er Jahren übernahm man den Modellbegriff in der Festkörperphysik, und er wurde auch in der Teilchenphysik mit Arbeiten von Edward Witten und verschiedenen Bag-Modellen für Hadronen populär (siehe auch Kenneth A. Johnson). In der Festkörperphysik wurde er u. a. beim Quanten-Hall-Effekt in zweidimensionalen Elektronengasen diskutiert. Derzeit untersucht man Skyrmionen auch an Oberflächen und Grenzflächen magnetischer Systeme.
Anfang 2009 konnte an der TU München von Sebastian Mühlbauer, Christian Pfleiderer, Peter Böni, dem Theoretiker Achim Rosch (Universität zu Köln) und anderen erstmals ein Skyrmionengitter in einem magnetischen Festkörper (Mangansilizium bei −245 °C und in einem Magnetfeld von 0,2 Tesla) direkt nachgewiesen werden. Eine im September 2010 eingereichte und im Juli 2011 veröffentlichte Publikation einer Forschergruppe der Universitäten Kiel und Hamburg sowie des Forschungszentrums Jülich beschreibt den ersten Nachweis von Skyrmionen ohne externes Magnetfeld. 2013 gelang es an der Universität Hamburg, Skyrmionen gezielt auf Oberflächen zu erzeugen und zu löschen. Da man stabile Skyrmionen auch bei Zimmertemperatur nachwies, erscheint ihr Einsatz in schnellen Informationsspeichern künftig möglich.
Hierbei unterscheidet man in Kristallen Néel- und Bloch-Skyrmionen sowie Anti-Skyrmionen als Mischung aus Néel- und Bloch-Zuständen. 2019 gelang die dreidimensionale Auflösung der magnetischen Struktur von Skyrmionen, wobei die rund 100 nm großen Skyrmionen in Vielfachschichten von Ta/CoFeB/MgO untersucht wurden. Dabei stellte sich die Dipol-Dipol-Wechselwirkung zusammen mit der Wechselwirkung mit dem äußeren magnetischen Feld als besonders wichtig für die Stabilisierung heraus.

## Simulation in FDTD (2D)
Ein 2D-Skyrmion ergibt sich aus der Rotation des Solitons der Sinus-Gordon-Gleichung um den Mittelpunkt. Es kann in einem FDTD-Simulationsmedium nachgebildet werden, das in 2D einem Rechenkästchengitter ähnelt. In jedem Kästchen befindet sich auf der 2D-Fläche ein 3D-Vektorpfeil mit der Einheitslänge 1. Die dritte Koordinatenachse ermöglicht es, dass an einem Ort ohne Teilchen der Pfeil in eine der beiden neutralen Richtungen zeigt (z. B. Down). Oft wird das Skyrmion als ein auf die Fläche abgewickelter Igel gezeigt. Dabei kann man den Igel auch so realisieren, dass die Pfeile kästchenweise angeordnet sind. Im Schaubild sind meist alle Pfeile, die nach Down zeigen, weggelassen.
FDTD bedeutet, dass z. B. eine kleine Welt mit 360 × 240 Pixeln entsteht. Die wenigen in der Simulation verwendeten Formeln sind in dieser Welt Weltformeln. Der Autor der Simulation kann durch die Initialisierung des Mediums (Hauptspeicher) festlegen, was sich zur Laufzeit ereignen wird. Das Besondere der Sinus-Gordon-Gleichung ist, dass sie als Weltformel ruhende Partikel ermöglicht.
In den gezeigten Videos der Simulation wird ein Double-Buffer-Algorithmus verwendet. In Takt 1 erfolgt das Bilden von Differenzen der in den Pixeln gespeicherten Werte (1. Ableitung). Danach bildet ein im Double-Buffer gewöhnlich nicht vorkommender Schritt den Mittelwert von einem Pixel und seinen acht Nachbarpixeln. Als zweiter Schritt wird die Sinus-Gordon-Gleichung sowie ein Wellenalgorithmus angewendet, welche sich überlagern. Die Rechnung kommt ohne expliziten Aufruf der sin()-Funktion aus, sie wird ja durch Simulation nachgebildet. Einfach gesagt ist jedes Pixel nur von seiner engen Umgebung aus dem Vorgängerbild abhängig. Es wird nicht abhängig von beliebiger Zeit gerechnet. Einschränkend ergibt sich die Notwendigkeit, wegen Schrittabweichungen durch Näherung die Einheitslänge der 3D-Vektoren bei jedem Schritt zu normalisieren. Dazu ist die Quadratwurzel notwendig. Auch enthält die Simulation einen Dämpfungsterm. Ränder sind bis jetzt nicht terminiert (siehe Tastkopf Terminierung). Durch die Nachbarschafts-Differenzbildung entsteht ein ungerades Gitter. Es überlappen sich Pixel aus Schritt eins und Schritt zwei. Zur Rechenzeitoptimierung zeigt die x-Achse 45° von links oben nach rechts unten. Die y-Achse zeigt 45° von links unten nach rechts oben. Von der Simulation wird im Zeitraffer nur jedes zweite Bild in das Video gerendert.
Die Variablen
```
        // Alle Pixel.
        p->* ... Pixel(x, y) bestehend aus den folgenden Mitgliedern:
        l ...       Links
        r ...       Rechts
        d ...       Unten
        u ...       Oben
        ld ...      Links unten
        lu ...      Links oben 
        rd ...      Rechts unten
        ru ...      Rechts oben
        // Elektrisches Potential
        p ...      elektrisches Potential ### Grüne Linie im Video.
        px ...     Differenz zwischen zwei Nachbarn, Gradient.x
        py ...     Differenz zwischen zwei Nachbarn, Gradient.y
        pxxyy ...  Differenz, Divergenz des obigen Gradienten, Quellfeld
        pt ... Änderung von p bei jedem Bild-Fortschritt
        // Partikel
        // Winkel als Kreuzprodukt
        // Drehen durch aufaddieren eines kleinen Winkels (Kreuzprodukt) und normieren
        Q        ... Datenstruktur eines Vektors(x, y, z) mit definiertem Kreuzprodukt.
        q        ... Vektor(x, y, z) der Länge 1.
        qx       ... Winkel zwischen q_links_oben und q_rechts_unten ### Als Grautöne im Video gezeigt.
        qy       ... Winkel zwischen q_links_unten und q_rechts_oben
        qdiv     ... Divergenz durch Summe aus qx und qy
        qxxyy    ... Summe aus Divergenzen, durch probieren ermittelt
        qcorpus  ... Sinus-Äquivalent zur Sinus-Gordon-Gleichung
        qt       ... Änderung von q bei jedem Bildfortschritt

```

Schritt 1 (für jedes Pixel in jedem Bild des Videos)
```
        // Pixel von Schritt 1 und 2 sind schräg um einen 1/2 verschoben.
        Pixel *p = space[i], *lu = p, *ld = p->d, *ru = p->r, *rd = p->r->d;                            
 
        p->px = lu->p - rd->p; // Ableiten durch Differenz.
        p->py = ld->p - ru->p; // Es erfolgt kein Aufaddieren.
                
        p->qx = lu->q < rd->q; // Ableiten, Winkelzeichen definiert als Kreuzprodukt.
        p->qy = ld->q < ru->q; // Es erfolgt kein aufaddieren.
        
        p->qdiv = p->qx.y - p->qy.x; // Flächensinn (Divergenz) ermitteln.

```

Schritt 2 (für jedes Pixel in jedem Bild des Videos)
```
        // Pixel von Schritt 1 und 2 sind schräg um einen 1/2 verschoben.
        Pixel *p = space[i], *lu = p->l->u, *ld = p->l, *ru = p->u, *rd = p;                            
        
        // Durch Summenbildung erfolgt eine Mittelung der Werte benachbarter Pixel.
        double 
            px = +lu->px +ld->px +ru->px +rd->px,
            py = +lu->py +ld->py +ru->py +rd->py,
            qdiv = +lu->qdiv +ld->qdiv +ru->qdiv +rd->qdiv
            ;
        
        // Winkeldifferenz des aktuellen q zur neutralen Vektor-Richtung (=Down).
        p->qcorpus = Q::Down < p->q;
        // Zweite Ableitung der Winkelunterschiede zwischen den q-Vektoren. 
        p->qxxyy = 
            Q(
                 -ld->qdiv +ru->qdiv, // Winkel um x-Achse.
                 +lu->qdiv -rd->qdiv, // Winkel um y-Achse.
                 // Winkel um Hochachse, Ableiten von Torsion, da sonst instabil.
                 +lu->qx.z -rd->qx.z +ld->qy.z -ru->qy.z
            );

        // Ermitteln der Bewegung der einzelnen Vektoren.
        p->qt = 0.99 * p->qt           // Aufaddieren mit Dämpfung.
              +1e-1 * p->qxxyy         // Zweite Ableitung.
              +2.0e-2 * p->qcorpus     // Corpus, Partikeleigenschaft.
              // Implementieren der Kraftwirkung.
              +1e-2 * Q(-py, px, 0.0);    // Einkoppeln des elektr. Pot., nur im 2. Video.
        // Drehen des aktuellen q-Vektors mit der vorher ermittelten Geschwindigkeit.
        p->q = p->q >> p->qt;

        // Ermitteln der zweiten Ableitung des elektr. Pot. (Divergenz).
        p->pxxyy = +lu->px -rd->px +ld->py -ru->py;
        // Zeitliche Änderung des elektr. Pot. (Ausbreitung).
        p->pt = 0.99 * p->pt        // Aufaddieren mit Dämpfung.
                 +1e-1 * p->pxxyy      // Zweite Ableitung.
                 // Potential innerhalb des Partikels biegen.
                 +1e-3 * qdiv;            // Partikel einkoppeln, nur im 2. Video.
        // Ändern des Feldes um die ermittelte Differenz.
        p->p = p->p + p->pt;

```

## Literarische Rezeption
2025 veröffentlichte Dietmar Dath den Roman Skyrmionen. Oder: A Fucking Army, der unter anderem einen fiktiven, weit entwickelten Anwendungsfall der Skyrmionen thematisiert. Daneben solle der Roman auch die sprachlich-konzeptionelle Historie des Skyrmions aufgreifen.